# Pesquisas eleitorais para a eleição presidencial de 2012 nos Estados Unidos
As pesquisas de opinião para a eleição presidencial dos Estados Unidos (2012) começaram ainda em 2010, os candidatos citados nas pesquisas são os prováveis candidatos, nenhum dos quais anunciaram formalmente sua candidatura na eleição presidencial de 2012.

## Primária Democrata
| Instituto | Amostra | Datas                       | Barack Obama | Hilary Clinton | Howard Dean | Joseph Lieberman | Outros |
| --------- | ------- | --------------------------- | ------------ | -------------- | ----------- | ---------------- | ------ |
| Magellan  | 1.002   | 14 a 15 de dezembro de 2010 | 59%          | 28%            | -           | -                | 13%    |
| Magellan  | 1.002   | 14 a 15 de dezembro de 2010 | 78%          | -              | 10%         | -                | 12%    |
| Magellan  | 1.002   | 14 a 15 de dezembro de 2010 | 79%          | -              | -           | 8%               | 13%    |
| Gallup    | 859     | 25 a 26 de setembro de 2010 | 52%          | 37%            | -           | -                | 10%    |

## Primária Republicana
| Instituto         | Amostra | Data                       | Chris Christie | Newt Gingrich | Mike Huckabee | Sarah Palin | Ron Paul | Mitt Romney |
| ----------------- | ------- | -------------------------- | -------------- | ------------- | ------------- | ----------- | -------- | ----------- |
| CNN               | 479     | 21 a 23 de janeiro de 2011 | -              | 10%           | 21%           | 19%         | 7%       | 18%         |
| Rasmussen Reports | 1.000   | 18 de janeiro de 2011      | -              | 11%           | 17%           | 19%         | 4%       | 24%         |

## Eleição Geral
Pesquisas desde o início de outubro entre Obama e Romney
| Fonte                                              | Data                     | Candidato Democrata | %     | Candidato Republicano | %     | Liderando por % | Amostra  | Margem de erro |
| -------------------------------------------------- | ------------------------ | ------------------- | ----- | --------------------- | ----- | --------------- | -------- | -------------- |
| RCP Average                                        | 7-19 de outubro de 2012  | Barack Obama        | 47,1% | Mitt Romney           | 46,9% | 0,2             | --       | --             |
| PPP/Americans United for Change                    | 17-19 de outubro de 2012 | Barack Obama        | 49%   | Mitt Romney           | 47%   | 2               | 1.200 LV | ±2,8%          |
| UConn/Hartford Courant                             | 11-16 de outubro de 2012 | Barack Obama        | 48%   | Mitt Romney           | 45%   | 3               | 1.023 LV | ±3%            |
| IBD/TIPP Tracking                                  | 11-16 de outubro de 2012 | Barack Obama        | 47%   | Mitt Romney           | 45%   | 2               | 931 LV   | ±3,5%          |
| Rasmussen Reports                                  | 13-15 de outubro de 2012 | Barack Obama        | 47%   | Mitt Romney           | 49%   | 2               | 1.500 LV | ±3,0%          |
| Gallup Tracking                                    | 9-15 de outubro de 2012  | Barack Obama        | 46%   | Mitt Romney           | 50%   | 4               | 2.700 LV | ±2,0%          |
| Washington Post-ABC News                           | 10-13 de outubro de 2012 | Barack Obama        | 49%   | Mitt Romney           | 46%   | 3               | 923 LV   | ±3,5%          |
| Washington Post-ABC News                           | 10-13 de outubro de 2012 | Barack Obama        | 50%   | Mitt Romney           | 43    | 7               | 1.063 RV | ±3,5%          |
| Angus Reid Public Opinion                          | 10-11 de outubro de 2012 | Barack Obama        | 47%   | Mitt Romney           | 47%   | Empatado        | 906 RV   | ±3,5%          |
| Politico/George Washington University/Battleground | 7-11 de outubro de 2012  | Barack Obama        | 49%   | Mitt Romney           | 48%   | 1               | 1.000 LV | ±3,1%          |
| Reuters/Ipsos                                      | 7-11 de outubro de 2011  | Barack Obama        | 44%   | Mitt Romney           | 47%   | 3               | 1.092 LV | ±3,4%          |
| Fox News                                           | 7-9 de outubro de 2012   | Barack Obama        | 46%   | Mitt Romney           | 44%   | 2               | 1.204 RV | ±3%            |
| Fox News                                           | 7-9 de outubro de 2012   | Barack Obama        | 45%   | Mitt Romney           | 46%   | 1               | 1,109 LV | ±3%            |
| Zogby / JZAnalytics                                | 5-7 de outubro de 2012   | Barack Obama        | 45%   | Mitt Romney           | 45%   | Empatado        | 800 LV   | ±3,5%          |
| Investor's Business Daily/TIPP                     | 4-9 de outubro de 2012   | Barack Obama        | 46%   | Mitt Romney           | 47%   | 1               | 812 LV   | ±3,5%          |
| Pew Research Center                                | 4-7 de outubro de 2012   | Barack Obama        | 46%   | Mitt Romney           | 46%   | Empatado        | 1.201 RV | ±3,3%          |
| Pew Research Center                                | 4-7 de outubro de 2012   | Barack Obama        | 45%   | Mitt Romney           | 49%   | 4               | 1.112 LV | ±3,4%          |
| Gallup Tracking                                    | 4-6 de outubro de 2012   | Barack Obama        | 47%   | Mitt Romney           | 47%   | Empatado        | 1.387 RV | ±3,0%          |
| PPP/Daily Kos & SEIU                               | 4-7 de outubro de 2012   | Barack Obama        | 47%   | Mitt Romney           | 49%   | 2               | 1.300 LV | ±2,7%          |
| Rasmussen Reports                                  | 4-7 de outubro de 2012   | Barack Obama        | 47%   | Mitt Romney           | 49%   | 2               | 1.500 LV | ±3,0%          |

Pesquisas antes do início de outubro entre Obama e Romney
| Fonte                                                    | Data                           | Candidato Democrata | %     | Candidato Republicano | %     | Liderando por % | Amostra  | Margem de erro |
| -------------------------------------------------------- | ------------------------------ | ------------------- | ----- | --------------------- | ----- | --------------- | -------- | -------------- |
| RCP Average                                              | 7-21 de agosto de 2012         | Barack Obama        | 47,0% | Mitt Romney           | 45,5% | 1.5             | --       | --             |
| CNN/ORC                                                  | 22-23 de agosto de 2012        | Barack Obama        | 49%   | Mitt Romney           | 47%   | 2               | 719 LV   | ±3.5%          |
| Fox News                                                 | 19-21 de agosto de 2012        | Barack Obama        | 44%   | Mitt Romney           | 45%   | 1               | 1.219 RV | ±3.0%          |
| Daily Kos & SEIU/PPP                                     | 16-19 de agosto de 2012        | Barack Obama        | 49%   | Mitt Romney           | 45%   | 4               | 1.000 RV | ±3.1%          |
| Monmouth University/SurveyUSA                            | 15-19 de agosto de 2012        | Barack Obama        | 46%   | Mitt Romney           | 45%   | 1               | 1.149 LV | ±2.9%          |
| Angus Reid Public Opinion                                | 15-16 de agosto de 2012        | Barack Obama        | 45%   | Mitt Romney           | 49%   | 4               | 1.007 LV | ±3.1%          |
| LA Times/USC                                             | 13-19 de agosto de 2012        | Barack Obama        | 48%   | Mitt Romney           | 45%   | 3               | 1.009 RV | ±3.1%          |
| The Economist/YouGov                                     | 11-13 de agosto de 2012        | Barack Obama        | 47%   | Mitt Romney           | 43%   | 4               | 1.000 RV | ±4.2%          |
| Rasmussen Tracking                                       | 12-14 de agosto de 2012        | Barack Obama        | 43%   | Mitt Romney           | 47%   | 4               | 1.500 LV | ±3.0%          |
| Gallup Tracking                                          | 8-14 de agosto de 2012         | Barack Obama        | 45%   | Mitt Romney           | 47%   | 2               | 3.050 RV | ±2.0%          |
| Pulse Opinion Research                                   | 8 de agosto de 2012            | Barack Obama        | 45%   | Gary Johnson          | 24%   | 21              | 1.000 LV | ±3.0%          |
| IBD/CSM/TIPP                                             | 8-10 de agosto de 2012         | Barack Obama        | 46%   | Mitt Romney           | 39%   | 7               | 828 RV   | ±3.5%          |
| Politico/George Washington University                    | 5-9 de agosto de 2012          | Barack Obama        | 48%   | Mitt Romney           | 47%   | 1               | 1.000 RV | ±3.1%          |
| CNN/Opinion Research                                     | 7-8 de agosto de 2012          | Barack Obama        | 52%   | Mitt Romney           | 45%   | 7               | 911 RV   | ±3.5%          |
| Fox News                                                 | 5-7 de agosto de 2012          | Barack Obama        | 49%   | Mitt Romney           | 40%   | 9               | 930 RV   | ±3.0%          |
| Reuters/Ipsos                                            | 2-6 de agosto de 2012          | Barack Obama        | 49%   | Mitt Romney           | 42%   | 7               | 1.014 RV | ±3.4%          |
| Daily Kos & SEIU/PPP                                     | 2-5 de agosto de 2012          | Barack Obama        | 48%   | Mitt Romney           | 46%   | 2               | 1.000 RV | ±3.1%          |
| Rasmussen Tracking                                       | 3-7 de agosto de 2012          | Barack Obama        | 47%   | Mitt Romney           | 45%   | 2               | 1.500 LV | ±3.0%          |
| Gallup Tracking                                          | 1-7 de agosto de 2012          | Barack Obama        | 47%   | Mitt Romney           | 46%   | 1               | 3.050 RV | ±2.0%          |
| Daily Kos & SEIU/PPP                                     | 26-29 de julho de 2012         | Barack Obama        | 48%   | Mitt Romney           | 47%   | 1               | 1.000 RV | ±3.1%          |
| Democracy Corps.                                         | 21-25 de julho de 2012         | Barack Obama        | 50%   | Mitt Romney           | 46%   | 4               | 700 LV   | ±3.7%          |
| NBC/Wall Street Journal                                  | 18-22 de julho de 2012         | Barack Obama        | 49%   | Mitt Romney           | 43%   | 6               | 1.000 RV | ±3.1%          |
| Pew Research                                             | 16-26 de julho de 2012         | Barack Obama        | 51%   | Mitt Romney           | 41%   | 10              | 1.956 RV | ±3.2%          |
| Fox News                                                 | 15-17 de julho de 2012         | Barack Obama        | 45%   | Mitt Romney           | 41%   | 4               | 901 RV   | ±3.0%          |
| The Economist/YouGov                                     | 14-16 de julho de 2012         | Barack Obama        | 47%   | Mitt Romney           | 44%   | 3               | 838 RV   | ±4.1%          |
| CBS/New York Times                                       | 11-16 de julho de 2012         | Barack Obama        | 46%   | Mitt Romney           | 47%   | 1               | 1.089 RV | ±3.0%          |
| Daily Kos & SEIU/PPP                                     | 12-15 de julho de 2012         | Barack Obama        | 48%   | Mitt Romney           | 46%   | 2               | 1.000 RV | ±3.1%          |
| Angus Reid Public Opinion                                | 12-13 de julho de 2012         | Barack Obama        | 47%   | Mitt Romney           | 47%   | Empatado        | 1.001 RV | ±3.1%          |
| Democracy Corps & Resurgent Republic/NPR                 | 9-12 de julho de 2012          | Barack Obama        | 47%   | Mitt Romney           | 45%   | 2               | 1.000 LV | ±3.10%         |
| McClatchy/Marist                                         | 9-11 de julho de 2012          | Barack Obama        | 48%   | Mitt Romney           | 46%   | 2               | 849 RV   | ±3.5%          |
| Rasmussen Tracking                                       | 9-11 de julho de 2012          | Barack Obama        | 45%   | Mitt Romney           | 46%   | 1               | 1.500 LV | ±3%            |
| Gallup Tracking                                          | 5-11 de julho de 2012          | Barack Obama        | 47%   | Mitt Romney           | 44%   | 3               | 3050 RV  | ±2.0%          |
| JZ Analytics/Washington Times                            | 6-8 de julho de 2012           | Barack Obama        | 42%   | Mitt Romney           | 43%   | 1               | 800 LV   | ±3.5%          |
| ABC News/Washington Post                                 | 5-8 de julho de 2012           | Barack Obama        | 47%   | Mitt Romney           | 47%   | Empatado        | 1.003 RV | ±4.0%          |
| Reuters/Ipsos                                            | 5-9 de julho de 2012           | Barack Obama        | 49%   | Mitt Romney           | 43%   | 6               | 885 LV   | ±3.4%          |
| Pew Research                                             | 28 de junho-9 de julho de 2012 | Barack Obama        | 50%   | Mitt Romney           | 43%   | 7               | 2.373 RV | ±2.3%          |
| Quinnipiac                                               | 1-8 de julho de 2012           | Barack Obama        | 46%   | Mitt Romney           | 43%   | 4               | 2.722 RV | ±1.9%          |
| YouGov/The Economist                                     | 30 de junho-2 de julho de 2012 | Barack Obama        | 47%   | Mitt Romney           | 43%   | 4               | 1.000 RV | ±4.4%          |
| CNN/ORC                                                  | 28 de junho-1 de julho de 2012 | Barack Obama        | 49%   | Mitt Romney           | 46%   | 3               | 1.390 RV | ±2.5%          |
| PPP/Daily Kos & SEIU                                     | 28 de junho-1 de julho de 2012 | Barack Obama        | 48%   | Mitt Romney           | 45%   | 3               | 1.000 RV | ±3.1%          |
| Newsweek/The Daily Beast                                 | 28 de junho de 2012            | Barack Obama        | 47%   | Mitt Romney           | 44%   | 3               | 600 LV   | ±4.0%          |
| Fox News                                                 | 24-26 de junho de 2012         | Barack Obama        | 45%   | Mitt Romney           | 40%   | 5               | 912 RV   | ±3%            |
| Rasmussen Tracking                                       | 24-26 de junho de 2012         | Barack Obama        | 45%   | Mitt Romney           | 45%   | Empatado        | 1.500 LV | ±3%            |
| Gallup Tracking                                          | 20-26 de junho de 2012         | Barack Obama        | 46%   | Mitt Romney           | 44%   | 2               | 3050 RV  | ±2.0%          |
| NBC News/Wall Street Journal                             | 20-24 de junho de 2012         | Barack Obama        | 47%   | Mitt Romney           | 44%   | 3               | 819 RV   | ±3.4%          |
| Associated Press                                         | 14-18 de junho de 2012         | Barack Obama        | 47%   | Mitt Romney           | 44%   | 3               | 878 RV   | ±4.2%          |
| Selzer/Bloomberg                                         | 15-18 de junho de 2012         | Barack Obama        | 53%   | Mitt Romney           | 40%   | 13              | 734 LV   | ±3.6%          |
| Pew Research                                             | 7-17 de junho de 2012          | Barack Obama        | 50%   | Mitt Romney           | 46%   | 4               | 1.563 RV | ±2.9%          |
| Rasmussen Tracking                                       | 12 de junho de 2012            | Barack Obama        | 45%   | Mitt Romney           | 46%   | 1               | 1.500 LV | ±3%            |
| Reuters/Ipsos                                            | 7-11 de junho de 2012          | Barack Obama        | 45%   | Mitt Romney           | 44%   | 1               | 848 RV   | ±3.4%          |
| Angus Reid Public Opinion                                | 7-8 de junho de 2012           | Barack Obama        | 46%   | Mitt Romney           | 47%   | 1               | 1.794    | ±2.3%          |
| Daily Kos/SEIU PPP                                       | 7-10 de junho de 2012          | Barack Obama        | 50%   | Mitt Romney           | 42%   | 8               | 1.000 RV | ±3.1%          |
| Fox News                                                 | 5 de junho de 2012             | Barack Obama        | 43%   | Mitt Romney           | 43%   | Empatado        | 907 RV   | ±3%            |
| Pew Research                                             | 9 de maio-3 de junho de 2012   | Barack Obama        | 49%   | Mitt Romney           | 42%   | 7               | 3.003 RV | ±4.1%          |
| The Economist/YouGov                                     | 2-4 de junho de 2012           | Barack Obama        | 47%   | Mitt Romney           | 42%   | 5               | 1.000    | ±4.1%          |
| Daily Kos/SEIU PPP                                       | 31 de maio-3 de junho de 2012  | Barack Obama        | 50%   | Mitt Romney           | 42%   | 8               | 1.000 RV | ±3.1%          |
| Rasmussen Tracking                                       | 2 de junho de 2012             | Barack Obama        | 44%   | Mitt Romney           | 48%   | 4               | 1.500 LV | ±3%            |
| ABC News/Washington Post                                 | 17-20 de maio de 2012          | Barack Obama        | 49%   | Mitt Romney           | 45%   | 4               | 1.004    | ±3.5%          |
| NBC News/Wall Street Journal                             | 16-20 de maio de 2012          | Barack Obama        | 47%   | Mitt Romney           | 43%   | 4               | 1.000 RV | ±3.1%          |
| Fox News/Anderson Robbins/Shaw & Co.                     | 13-15 de maio de 2012          | Barack Obama        | 46%   | Mitt Romney           | 39%   | 7               | 913 RV   | ±3%            |
| Gallup Tracking                                          | 11-17 de maio de 2012          | Barack Obama        | 45%   | Mitt Romney           | 46%   | 1               | 3050     | ±2.0%          |
| CBS News/New York Times                                  | 11-13 de maio de 2012          | Barack Obama        | 43%   | Mitt Romney           | 46%   | 3               | 562 RV   | ±4%            |
| Rasmussen Tracking                                       | 12 de maio de 2012             | Barack Obama        | 46%   | Mitt Romney           | 45%   | 1               | 1.500 LV | ±3%            |
| Gallup Tracking                                          | 8-14 de maio de 2012           | Barack Obama        | 46%   | Mitt Romney           | 45%   | 1               | 2.200 RV | ±3%            |
| Angus Reid Public Opinion                                | 7-8 de maio de 2012            | Barack Obama        | 45%   | Mitt Romney           | 46%   | 1               | 769      | ±3.5%          |
| Gallup Tracking                                          | 3-9 de maio de 2012            | Barack Obama        | 44%   | Mitt Romney           | 47%   | 3               | 3000     | ±2.0%          |
| Associated Press                                         | 3-7 de maio de 2012            | Barack Obama        | 50%   | Mitt Romney           | 42%   | 8               | 871      | ±3.5%          |
| Reuters                                                  | 3-7 de maio de 2012            | Barack Obama        | 49%   | Mitt Romney           | 42%   | 7               | 900 RV   | ±2.9%          |
| Investor’s Business Daily/Christian Science Monitor/TIPP | 27 de abril-4 de maio de 2012  | Barack Obama        | 46%   | Mitt Romney           | 43%   | 3               | 856      | ±3.3%          |
| Politico/George Washington University                    | 29 de abril-3 de maio de 2012  | Barack Obama        | 47%   | Mitt Romney           | 48%   | 1               | 1.000 LV | ±3.1%          |
| Rasmussen Tracking                                       | 30 de abril-2 de maio de 201   | Barack Obama        | 47%   | Mitt Romney           | 45%   | 2               | 1.500 LV | ±3%            |
| Gallup Tracking                                          | 27 de abril-1 de maio de 201   | Barack Obama        | 45%   | Mitt Romney           | 46%   | 1               | 2.200 RV | ±3%            |
| Rasmussen Tracking                                       | 24-26 de abril de 2012         | Barack Obama        | 47%   | Mitt Romney           | 46%   | 1               | 1.500 LV | ±3%            |
| Gallup Tracking                                          | 21-26 de abril de 2012         | Barack Obama        | 50%   | Mitt Romney           | 43%   | 7               | 2.200 RV | ±3%            |
| National Journal                                         | 19-22 de abril de 2012         | Barack Obama        | 47%   | Mitt Romney           | 39%   | 8               | 1.004    | ±3%            |
| Public Policy Polling/Daily Kos/SEIU                     | 19-22 de abril de 2012         | Barack Obama        | 49%   | Mitt Romney           | 44%   | 5               | 1.000 RV | ±3.1%          |
| Gallup Tracking                                          | 16-20 de abril de 2012         | Barack Obama        | 45%   | Mitt Romney           | 46%   | 1               | 2.200 RV | ±3%            |
| Rasmussen Tracking                                       | 15-17 de abril de 2012         | Barack Obama        | 43%   | Mitt Romney           | 47%   | 4               | 1.500 LV | ±3%            |
| NBC/Wall Street Journal                                  | 13-17 de abril de 2012         | Barack Obama        | 49%   | Mitt Romney           | 43%   | 6               | 1.000    | ±3.1%          |
| CBS News/New York Times                                  | 13-17 de abril de 2012         | Barack Obama        | 46%   | Mitt Romney           | 46%   | Empatado        | 852 RV   | ±3%            |
| Quinnipiac                                               | 11-17 de abril de 2012         | Barack Obama        | 46%   | Mitt Romney           | 42%   | 4               | 2.577 RV | ±1.9%          |
| Economist/YouGov                                         | 14-16 de abril de 2012         | Barack Obama        | 49%   | Mitt Romney           | 42%   | 7               | 1.000    | ±4%            |
| CNN/Opinion Research                                     | 13-15 de abril de 2012         | Barack Obama        | 52%   | Mitt Romney           | 43%   | 9               | 910 RV   | ±3.5%          |
| Public Policy Polling                                    | 12-15 de abril de 2012         | Barack Obama        | 49%   | Mitt Romney           | 46%   | 3               | 900 RV   | ±3.3%          |
| Reuters/Ipsos                                            | 12-15 de abril de 2012         | Barack Obama        | 47%   | Mitt Romney           | 43%   | 4               | 891 RV   | ±3.3%          |
| Gallup Tracking                                          | 11-15 de abril de 2012         | Barack Obama        | 45%   | Mitt Romney           | 47%   | 2               | 2.200 RV | ±3%            |
| Pew Research                                             | 4-15 de abril de 2012          | Barack Obama        | 49%   | Mitt Romney           | 45%   | 4               | 2.373 RV | ±2.3%          |

| Fonte  | Data                   | Candidato Democrata | %   | Candidato Republicano | %   | Margem |
| ------ | ---------------------- | ------------------- | --- | --------------------- | --- | ------ |
| [ 5 ]  | 9-16 de maio de 2011   | Barack Obama        | 59% | Donald Trump          | 41% |        |
| [ 6 ]  | 14-17 de abril de 2011 | Barack Obama        | 50% | Mike Huckabee         | 44% |        |
| [ 6 ]  | 14-17 de abril de 2011 | Barack Obama        | 56% | Sarah Palin           | 37% |        |
| [ 7 ]  | 12-15/2/2011           | Barack Obama        | 46% | Mike Huckabee         | 46% |        |
| [ 7 ]  | 12-15/2/2011           | Barack Obama        | 49% | Mitt Romney           | 47% | 2      |
| [ 7 ]  | 12-15/2/2011           | Barack Obama        | 51% | Sarah Palin           | 40% | 11     |
| [ 7 ]  | 12-15/2/2011           | Barack Obama        | 43% | Donald Trump          | 41% | 2      |
| [ 8 ]  | 11-14/2/2011           | Barack Obama        | 47% | Mike Huckabee         | 44% | 3      |
| [ 8 ]  | 11-14/2/2011           | Barack Obama        | 52% | Sarah Palin           | 40% | 12     |
| [ 8 ]  | 11-14/2/2011           | Barack Obama        | 49% | Newt Gingrich         | 40% | 9      |
| [ 8 ]  | 11-14/2/2011           | Barack Obama        | 46% | Mitt Romney           | 41% | 5      |
| [ 8 ]  | 11-14/2/2011           | Barack Obama        | 48% | Ron Paul              | 39% | 9      |
| [ 8 ]  | 11-14/2/2011           | Barack Obama        | 48% | Donald Trump          | 34% | 14     |
| [ 8 ]  | 11-14/2/2011           | Barack Obama        | 50% | Jeb Bush              | 36% | 14     |
| [ 8 ]  | 11-14/2/2011           | Barack Obama        | 48% | George W. Bush        | 44% | 4      |
| [ 7 ]  | 7-9/2/2011             | Barack Obama        | 48% | Mitt Romney           | 41% | 7      |
| [ 7 ]  | 7-9/2/2011             | Barack Obama        | 49% | Mike Huckabee         | 41% | 8      |
| [ 7 ]  | 7-9/2/2011             | Barack Obama        | 56% | Sarah Palin           | 45% | 11     |
| [ 7 ]  | 7-9/2/2011             | Barack Obama        | 55% | Newt Gingrich         | 35% | 20     |
| [ 7 ]  | 7-9/2/2011             | Barack Obama        | 54% | Jeb Bush              | 34% | 20     |
| [ 9 ]  | 3-4/2/2011             | Barack Obama        | 42% | Mitt Romney           | 44% | 2      |
| [ 9 ]  | 7-10/1/2011            | Barack Obama        | 49% | Sarah Palin           | 38% | 11     |
| [ 9 ]  | 11-14/1/2011           | Barack Obama        | 43% | Mike Huckabee         | 43% |        |
| [ 9 ]  | 15-16/1/2011           | Barack Obama        | 47% | Newt Gingrich         | 39% | 8      |
| [ 9 ]  | 17-18/1/2011           | Barack Obama        | 44% | Ron Paul              | 35% | 9      |
| [ 9 ]  | 19-20/1/2011           | Barack Obama        | 47% | Tim Pawlenty          | 32% | 15     |
| [ 9 ]  | 21-22/1/2011           | Barack Obama        | 42% | Mitch Daniels         | 25% | 19     |
| [ 9 ]  | 23-24/1/2011           | Barack Obama        | 45% | John Thune            | 31% | 14     |
| [ 9 ]  | 27-28/1/2011           | Barack Obama        | 42% | Herman Cain           | 25% | 17     |
| [ 9 ]  | 29-30/1/2011           | Barack Obama        | 47% | Haley Barbour         | 30% | 17     |
| [ 9 ]  | 31/1/2011 - 1/2/2011   | Barack Obama        | 43% | Jon Huntsman, Jr.     | 33% | 10     |
| [ 10 ] | 6-10/1/2011            | Barack Obama        | 51% | Mitt Romney           | 38% | 13     |
| [ 10 ] | 6-10/1/2011            | Barack Obama        | 50% | Mike Huckabee         | 38% | 12     |
| [ 10 ] | 6-10/1/2011            | Barack Obama        | 56% | Sarah Palin           | 30% | 26     |
| [ 11 ] | 9-13/12/2010           | Barack Obama        | 47% | Mitt Romney           | 40% | 7      |
| [ 11 ] | 9-13/12/2010           | Barack Obama        | 55% | Sarah Palin           | 33% | 22     |
| [ 11 ] | 9-13/12/2010           | Barack Obama        | 47% | John Thune            | 27% | 20     |
| [ 12 ] | 2-8/12/2010            | Barack Obama        | 44% | Mitt Romney           | 46% | 2      |
| [ 12 ] | 2-8/12/10              | Barack Obama        | 47% | Mike Huckabee         | 43% | 4      |
| [ 12 ] | 2-8/12/2010            | Barack Obama        | 52% | Sarah Palin           | 40% | 12     |
| [ 13 ] | 19-12/11/2010          | Barack Obama        | 48% | Mike Huckabee         | 45% | 3      |
| [ 13 ] | 19-12/11/2010          | Barack Obama        | 51% | Sarah Palin           | 42% | 9      |
| [ 13 ] | 19-21/11/2010          | Barack Obama        | 49% | Newt Gingrich         | 43% | 6      |
| [ 13 ] | 19-21/11/2010          | Barack Obama        | 47% | Mitt Romney           | 46% | 1      |
| [ 13 ] | 19-21/11/2010          | Barack Obama        | 48% | Marco Rubio           | 37% | 11     |